# Conoesucus notialis
Conoesucus notialis är en nattsländeart som beskrevs av Jackson 1998. Conoesucus notialis ingår i släktet Conoesucus och familjen Conoesucidae. Inga underarter finns listade i Catalogue of Life.